# الحبلة (عمران)
الحبلة هي إحدى قرى الجمهورية اليمنية. وهي تتبع جغرافيًا لمحافظة عمران. وإداريًا لمديرية بني صريم. يبلغ تعداد سكانها 950 نسمة حسب الإحصاء الذي أجري عام 2004.